# Devil in Ohio
Devil in Ohio es una miniserie de suspense basada en el libro del mismo nombre de Daria Polatin para Netflix. La serie consta de ocho episodios.

## Reparto y personajes
- Emily Deschanel como la Dra. Suzanne Mathis: psiquiatra de hospital.[1]
- Sam Jaeger como Peter.[1]
- Gerardo Celasco como Detective López.[1]
- Madeleine Arthur como Mae.[1]
- Xaria Dotson como Jules Mathis: la hija de 15 años de Suzanne.[1]
- Alisha Newton como Helen.[1]
- Naomi Tan como Dani.[1]
- Djouliet Amara como Tatiana.[2]
- Jason Sakaki como Isaac.[2]
- Marci T. House como Adele.[2]
- Samantha Ferris como Rhoda.[2]
- Bradley Stryker como el alguacil Wilkins.[2]
- Evan Ellison como Sebastián.[2]
- Ty Wood como Teddy.[2]
- Stacey Farber como Gina.[2]
- Tahmoh Penikett como Malaquías.[2]
- Keenan Tracey como Noé.[2]

## Episodios
John Fawcett, Brad Anderson, Leslie Hope y Steve Adelson dirigirán episodios de la serie.

## Producción

### Desarrollo
El 15 de septiembre de 2021, se anunció que Netflix encargó una serie de ocho episodios a Devil in Ohio, una serie limitada basada en la novela de Daria Polatin. Polatin, Rachel Miller y Andrew Wilder son productores ejecutivos e Ian Hay se desempeña como productor. Polatin también se desempeña como showrunner. La serie limitada se estrenó el 2 de septiembre de 2022.

### Casting
Junto con el anuncio de la serie, Emily Deschanel, Sam Jaeger, Gerardo Celasco, Madeleine Arthur, Xaria Dotson, Alisha Newton y Naomi Tan fueron elegidos. Djouliet Amara, Jason Sakaki, Marci T. House, Samantha Ferris, Bradley Stryker, Evan Ellison, Ty Wood, Stacey Farber, Tahmoh Penikett y Keenan Tracey fueron elegidos en octubre de 2021.

### Rodaje
La filmación comenzó el 8 de septiembre de 2021 en Vancouver, Canadá, y finalizó el 13 de diciembre de 2021.